# Antigeenreceptor
Een antigeenreceptor is een onderdeel van een cel die met bijpassende antigenen 'klikt'. De receptor past alleen op dat exacte antigeen, omdat de vormen van de twee in elkaar vallen.